# خطوط عريضة للحرف
يتم عرض المخطط التفصيلي التالي لتوفير نظرة عامة وارشاد موضوعي عن الحرف :
حرفة – مهارة,، تنطوي على الكثير من المجالات ولكن لا تكون دائما متعلقة بالفن التطبيقي.
وقد تعبر أيضا عن تجارة أو فن معين. وتعرف الحرفة اليدوية على أنها ممارسات فنية إما عن طريق علاقتها بالمنتجات الوظيفية أو النفعية، مثلا عن طريق استخدام الوسائط الطبيعية كالـخشب والـصلصال والـزجاج والـنسيج والـمعادن.

## ما هي الحرف ؟
الحرف عامة يمكن وصفها بكل ما يلي :
- تعد  من أنواع الفنون – وكشكل فني, تعد الحرف مخرجا / منفذا للتعبير البشري، وعادة ما تتأثر بالثقافة والتي بدورها تساعد على تغيير الثقافة . الحرف هي المظهر المادي النابع عن الدافع  الداخلي للابداع البشري.
  - تعد من أنواع الفنون المرئية– والفنون المرئية نوع من أنواع الفنون، تتضمن التصوير ( فنون تشكيلية)، النحت، التصوير الضوئي، الطباعة، وغيرها التي تركز على إنشاء الأعمال التي هي في المقام الأول مرئية في الطبيعة.

## أنواع الحرف

### الخزف وحرف الزجاج
الـخزف والفن الخزفي يتضمن :
- زليج
- فسيفساء
- بورسلان
- فخار
- خزف حجري
- زجاج وفن الزجاج
  - زجاج
  - نفخ الزجاج
  - النقش غلى الزجاج
  - صناعة الخرز الزجاجي
  - زجاج معشق و زجاج معشق بصفائح النحاس

### حرف الألياف والمنسوجات
- تضريب اللحف
- مخرمة
- تطريز
- حبل
  - شغل القماش
- مقرمة
- غزل
- صناعة السجاد
  - غزل البساطات
- نسج
- حياكة
- كروشيه
- صناعة الأحذية
- لباد

### حرف الزهور
- ايكيبانا
- باقة زهور
- تصميم الزهور

### أعمال الجلود
- نحت الجلود
- صياغة الجلود (بما في ذلك الصباغة، والرسم، والختم)
- صناعة الجلد المغلي

### وسائط مختلطة
- أشغال الخرز
- صناعة السلال
- باتيك
- صانع البراميل

### التطريز
- أبليكة
- كروشية
- كروس ستيتش
- تطريز
  - التطريز بالشرائط
- حياكة
- باتشوورك
- تضريب اللحف

### حرف ورقية
الحرف الورقية تتضمن :
- فن الايبرو
- أوريغامي
- صناعة الورق
- ديكوباج
- قص الورق
- طي الورق
- تجليد
- موديل الورق
- فن الخط

### حرف الخشب والأثاث
- بيروغراف
- فن حفر الخشب
- مشغولات خشبية
- نجارة
- خزانة
- تنجيد

### حرف حجرية
- فسيفساء والترصيع
- نحت الأحجار
- تشذيب الحجارة
- نحت الحروف على الصخور.

### حرف معدنية
- حدادة - صنع الأدوات المعدنية
- مينا مزجج
- حداد
- صائغ الساعات
- صائغ فضة
- صناعة السكاكين
- قفل
- مجوهرات
  - صياغة الذهب
- ساعاتي
- صب

## مفاهيم حرفية عامة
- أمريكية
- حرفي
- فن وحرف
- مشغولات يدوية
- الخزافيين